# Jaderná elektrárna Tomari
Jaderná elektrárna Tomari (japonsky 浜岡原子力発電所) je provozní jaderná elektrárna v Japonsku. Je to jediná japonská jaderná elektrárna, která se nachází na ostrově Hokkaidó v prefektuře Hokkaidó, konkrétně na jihozápadě ostrova, na pobřeží Japonského moře, poblíž stejnojmenné vesnice. Celkový hrubý výkon elektrárny činí 2070 MW. Elektrárnu vlastní a provozuje společnost Hokkaido Electric Power Company.

## Historie a technické informace

### Počátky
22. listopadu 1968 společnost Hokkaido Electric Power Company nejprve zamýšlela postavit jadernou elektrárnu s výkonem 350 MW kolem měst Kyowa a Tomari v Hokkaidu poté, co Kansai Electric Power Company oznámila, že chce na Honšú postavit další dva bloky. Výstavba elektrárny byla kategoricky zamítnuta Rybářským svazem Ivanai dne 28. května 1969 na 85. setkání rybářů z regionu. Navzdory tomuto odmítnutí provedla Hokkaido Electric Power Company 22. listopadu 1969 bez jakýchkoliv povolení povolení na jiném místě. V roce 1970 prefektura Hokkaidó opět zvažovala výstavbu jaderných elektráren kvůli rychle rostoucí poptávce po elektřině. Důvodem bylo, že těžba uhlí dosáhla 11 milionů tun ročně, což znamenalo, že samotné Japonsko již nebylo schopno vlastními dodávkami uhlí pokrýt potřeby žádných nových uhelných elektráren, a proto vedení prefektury vidělo výstavbu jaderné elektrárny jako jedinou možnost bez velkého množství dovozu elektřiny z největšího ostrova Japonska Honšú. Odhady ukázaly, že kritického prahu bylo dosaženo již v roce 1977. Společnost Hokkaido Electric Power Company souhlasila s vyhodnocením vhodných míst na Hokkaidó, což bylo v souladu se záměrem o dva roky dříve, a navrhla místo poblíž měst Kyowa a Tomari, jak bylo dříve plánováno, ale nerealizováno. Alternativní umístění bylo Hamamacu a Taisei. Hamamacu však nabízelo prostor pouze pro jeden blok, Taisai až pro čtyři bloky a bylo by tedy vhodnější pro budoucí jadernou elektrárnu. Obě lokality byly proto ponechány volné pro následující projekty. Ministerstvo mezinárodního obchodu a průmyslu již v roce 1968 vyhodnotilo kromě jiného umístění v Tomari i další alternativní umístění v Hamaeki, což byla také zajímavá varianta, ale byla nevýhodná kvůli své vzdálenosti od míst největší spotřeby. Dne 24. června 1971 se konala první veřejná demonstrace proti jaderné elektrárně na pobřeží plánované lokality Kyowa-Tomari.

### Blok 1 a 2
Přesné plány elektrárny, která se tehdy měla jmenovat Kyowa-Tomari, byly oznámeny společností Hokkaido Electric Power Company v roce 1976. Byly plánovány dva reaktory o výkonu 580 MW, které by měly být v provozu v letech 1982 a 1984. Kyowa-Tomari měla být první jadernou elektrárnou na ostrově Hokkaidó. Místo se nacházelo 2 kilometry ve vnitrozemí od moře a bylo navrženo tak, aby budovy reaktorů byly natočeny k městu Kyowa, zatímco haly s turbínami by byly natočené k městu Tomari. V listopadu 1981 proběhlo místní projednání projektu ministerstvem mezinárodního obchodu a průmyslu v Kyowu, takže 23. března 1982 vedení prefektury Hokkaido dalo souhlas s výstavbou jaderné elektrárny. V červnu 1982 bylo schváleno investiční povolení elektrárny, načež společnost Hokkaido Electric Power Company požádala o stavební povolení pro první dva bloky. Tento souhlas a žádost se setkaly se silným místním odporem obyvatelstva. Dne 4. října 1983 dokončilo ministerstvo mezinárodního obchodu a průmyslu bezpečnostní přezkum dvou bloků na základě zprávy vypracované společností Hokkaido Electric Power Company. Zpráva byla poté předána Komisi pro jadernou bezpečnost, která zprávu znovu přezkoumala a výsledky opět veřejně projednala na dalším zasedání. Dne 4. června 1984 ministerstvo mezinárodního obchodu a průmyslu udělilo stavební povolení společnosti Hokkaido Electric Power Company pro oba bloky.

#### Výstavba
Výstavba prvního bloku byla oficiálně zahájena 18. dubna 1985, druhý blok následoval 13. června 1985. Práce na prvním bloku postupovaly velmi rychle, takže do listopadu 1985 bylo již postaveno asi 40,8 % bloku. Pro betonovou směs použitou pro oba bloky byl použit nový míchací proces, se kterým bylo jen v roce 1985 pro jadernou elektrárnu smícháno kolem 500 000 metrů krychlových betonu. Zvýšená kapacita betonárny znamenala, že do konce roku 1985 mohlo být na obou blocích dokončeno až 60 % betonářských prací. Tyto nové betonárny měly být standardně využívány v budoucích projektech jaderné energetiky. V polovině roku 1989 byl druhý blok dokončen ze 77 % a do konce roku 1989 z 80 %. Parogenerátory a turbína byly již nainstalovány. Dne 10. listopadu 1989 byla do bloku nainstalována tlaková nádoba reaktoru.

#### Uvedení do provozu
Prvotní projekce předpokládaly, že první blok bude potřeba nejdříve v září 1982 a druhý v říjnu 1984, a proto byla tato data stanovena jako datum uvedení do provozu. Kvůli zpožděním způsobeným odporem proti elektrárně bylo uvedení do provozu v roce 1980 odloženo na rok 1988. V roce 1982 byl tento termín u obou bloků opět posunut na roky 1989 a 1990. Při zahájení stavby byly termíny upřesněny a předpokládalo se, že první blok bude uveden do provozu v červnu 1989 a druhý blok v červnu 1992. Vzhledem k rychlému postupu výstavby bylo zprovoznění prvního bloku v roce 1987 posunuto zpět na rok 1988. Proti zprovoznění bloku se však objevil silný odpor, načež se vytvořilo hnutí, které jeho zprovoznění zabránilo. Obzvláště důležitá byla skutečnost, že to bude první blok, který bude v Japonsku spuštěn online po katastrofě v Černobylu.
Dne 16. listopadu 1988 byl první reaktor poprvé spuštěn do kritického stavu az doprovodu 800 demonstrantů, kteří proti elektrárně protestovali. Tím byl zahájen sedmiměsíční zkušební provoz elektrárny. Plán předpokládal, že blok bude poprvé synchronizován s elektrickou sítí v polovině prosince 1988 a v červnu 1989 bude uveden do pravidelného provozu. Tento harmonogram byl přesně dodržen se síťovou synchronizací prvního bloku 6. prosince 1988. Uvedení do komerčního provozu proběhlo dne 22. června 1989. Blok se stal 37. provozním v Japonsku.
Zavážení druhého reaktoru palivovými články začalo 12. července 1990 a bylo dokončeno 16. července. To umožnilo převést reaktor do kritického stavu dne 25. července 1990. Blok byl připojen do sítě dne 27. srpna 1991, o 3 dny dříve, než stanovil harmonogram a do komerčního provozu přešel konečně dne 12. dubna 1991.

### Blok 3
Dne 30. července 1996 Hokkaido Electric Power Company veřejně oznámila, že chce postavit třetí blok v jaderné elektrárně Tomari o výkonu 900 MW, který by měl být v provozu do roku 2008. Důvodem je zvýšená potřeba energie, která se v posledních letech zvyšuje o téměř 100 MW ročně. Přestože dodávky byly v létě stabilní, vyšší zimní zatížení si vyžádalo nákup elektřiny z jiných prefektur. Vzhledem k tomu, že prefektura Hokkaidó je nejsevernější prefektura, je potřeba vytápění v průměru vyšší než ve většině prefektur na Honšú. Projekt byl ale oznámen v nevhodnou dobu, protože ve stejnou dobu probíhaly silné protesty ohledně jiných plánovaných elektráren. Na rozdíl od předchozích jaderných elektráren prováděla posouzení vlivu na životní prostředí samotná Hokkaido Electric Power Company a nikoli nezávislý institut. Tento přezkum by pak měla předložit Rada vlády pro rozvoj energetiky ve zprávě, která posoudí, zda bude tento projekt schválen či nikoliv. Pokud byl projekt schválen, měla prefektura právo zprávu analyzovat. V roce 2000 pak společnost Hokkaido Electric Power Company předložila technickou dokumentaci bloku Ministerstvu mezinárodního obchodu a průmyslu k posouzení, které schválilo návrh bloku. V roce 2000 pak Rada vlády pro rozvoj energetiky blok zařadila do plánu rozvoje do roku 2010. V roce 2001 začal být svah odstraňován za účelem rozvoje lokality. Byl zvážen typ reaktoru APWR, ale nakonec byl vyvinut speciální model, který má jen tři okruhy primárního okruhu. První stavební práce započaly v roce 2003.

#### Výstavba
Plány z roku 2003 stanovily, že stavba by mohla začít v listopadu 2003. Výstavba bloku však oficiálně započala 18. listopadu 2004. Do začátku roku 2007 bylo dokončeno přibližně 66,1 % bloku. V roce 2007 společnost Hokkaido Electric Power Company zvýšila počet pracovníků na stavbě, aby urychlila výstavbu. Ke konci září 2007 dodala společnost Mitsubishi Heavy Industries 100. vyrobený parogenerátor určený pro Tomari-3. Začátkem roku 2008 byl blok zdokončen z 84 %. Cena bloku byla vyčíslena 2,5 miliardy dolarů.

#### Uvedení do provozu
V lednu 2009 oznámila společnost Hokkaido Electric Power Company, že by blok mohl vstoupit do komerčního provozu již v říjnu 2009. Reaktor byl uveden do kritického stavu poprvé 3. března 2009 a 20. března 2009 byl poprvé synchronizován s elektrickou sítí. Dne 22. prosince 2009 byl blok uveden do komerčního provozu.

### Zemětřesení a tsunami v Tóhoku 2011
Dne 5. ledna 2011 byl jeden z bloků odpojen z důvodu běžné údržby a 7. března 2011 bylo povoleno vrátit se do zkušebního provozu. O čtyři dny později došlo 11. března 2011 k zemětřesení Tōhoku, jehož vyvolaná vlna tsunami vážně poškodila jadernou elektrárnu Fukušima-Dajiči. Z tohoto důvodu jsou k lednu 2024 stále všechny 3 bloky mimo provoz, aby mohla být vykována příslušná opatření. Dne 29. května 2013 bylo oznámeno, že 3. blok jaderné elektrárny Tomari je naplánován k opětovnému uvedení do provozu v červenci 2013 spolu s prvními dvěma bloky poté, co 18. července 2013 vstoupily v platnost nové předpisy pro jaderné elektrárny. Tento termín však nebylo možné dodržet, protože bezpečnostní inspekcí elektrárny na Úřadu jaderného dozoru bylo zjištěno, že blok již nesplňuje nové předpisy, a proto již nezískal povolení k provozu. Provozní společnost Hokkaido Electric Power Company neuvedla podrobnosti o tom, jak dlouho budou práce na bloku trvat, než se reaktory vrátí zpět do provozu.

### Incidenty
Dne 17. srpna 2000 spadl jeden z pracovníků do nádrže s radioaktivním odpadem z reaktoru, v důsledku čehož pracovník následně v nemocnici zemřel.
V září 2003 byla objevena netěsnost parního generátoru, ze kterého uniklo 140 litrů radioaktivní vody.
Červenec 2007 byl ve znamení tří požárů v technických místnostech, k dalšímu požáru došlo v říjnu téhož roku. Nebyly žádné oběti.

## Informace o reaktorech
| Reaktor  | Typ reaktoru    | Výkon  | Výkon  | Zahájení výstavby | Připojení k síti | Uvedení do provozu | Uzavření |
| Reaktor  | Typ reaktoru    | Čistý  | Hrubý  | Zahájení výstavby | Připojení k síti | Uvedení do provozu | Uzavření |
| -------- | --------------- | ------ | ------ | ----------------- | ---------------- | ------------------ | -------- |
| Tomari-1 | Mitsubishi M212 | 550 MW | 579 MW | 18. 4. 1985       | 6. 12. 1988      | 22. 6. 1989        |          |
| Tomari-2 | Mitsubishi M212 | 550 MW | 579 MW | 13. 6. 1985       | 27. 8. 1990      | 12. 4. 1991        |          |
| Tomari-3 | Mitsubishi M312 | 866 MW | 912 MW | 18. 11. 2004      | 20. 3. 2009      | 22. 12. 2009       |          |